# Birtalan József
Birtalan József (Szilágybagos, 1927. november 10. – Tiszaújváros, 2017. szeptember 20.) romániai magyar zeneszerző, karmester.

## Életútja, munkássága
1956-ban végzett a kolozsvári Zeneművészeti Főiskola zenetanári és nagybőgő szakán. 1954–57-ben a kolozsvári Állami Magyar Opera, később a Filharmónia zenekarának tagja volt. 1958–69-ben a marosvásárhelyi Állami Népi Együttes gyermekcsoportjának karmestere és művészeti vezetőjeként, 1979-től a Maros Művészegyüttes karmestereként tevékenykedett.
A marosvásárhelyi Pedagógiai Főiskola karvezetőképző szakának tanáraként a legnépszerűbb és legismertebb karnagyok egész sorát indította útnak. Zeneszerzőként a kommunista diktatúra időszakában is egyházi kórusműveket komponált. A Debreceni Református Kollégium Kántusának felkérésére írt Tíz népdalzsoltár 1989. november 5-én hangzott el először a debreceni Nagytemplomban a Templom és iskola című kompozíció; az ősbemutatón a zeneszerző még Bagosi József álnéven szerepelt. 1990 elejétől a vallási kórusművei is szélesebb körben váltak népszerűvé. Az 1989-es rendszerváltás után alakította meg a Marosvásárhelyi Vártemplom Cantemus leánykarát.
Molnár H. Lajos így emlékezik róla:
„Az első összpróbákon tudtam meg, ki a gyerekegyüttes igazi vezetője, ki az, aki okosan tartja kezében az egészet: Birtalan József zeneszerző és karmester, akit csak Jóska bácsinak lehetett szólítani. Nem azért, mert ő másként nem is engedte volna, de annyira a második vagy első atyjává vált a kicsi együttesben énekelő, táncoló és zenélő kétszáznál több gyereknek, hogy ő kezdettől fogva mindmáig az egyetlen és oszthatatlan és összehasonlíthatatlan Jóska bácsink lett és maradt. (Ha az utóbbi években, ebben a szétszórtságban nagy ritkán és véletlenül összefutok egy hajdani gyerekegyüttes-taggal, szinte kisimulnak arcunkon a ráncok Jóska bácsi felemlegetésekor.) Egyedül ő tudta előcsalni abból a kórusból azokat a gyönyörű pianissimókat, amiknek hallatán az ember önkéntelen visszatartotta a lélegzetét.” (Volt egyszer egy udvar)
2000 őszén családegyesítés miatt a magyarországi Tiszaújvárosba települt át feleségével, ott folytatta zeneszerzői munkásságát.

## Főbb művei (válogatás)
- Két út van előttem [Nyomtatott kotta] : népdalfeldolgozások vegyeskarra (Marosvásárhely, 1970)
- Három nyárádmenti népdal [Nyomtatott kotta] : vegyeskarra (Tirgu-Mures, 1972)
- Akkor szép a sűrű erdő [Nyomtatott kotta] : 10 népdal férfikarra. (Tirgu-Mures, 1973)
- Elment az én rózsám [Nyomtatott kotta] : Csángó népdalok = Dusu-mi-s-a dorul (1977)
- Lakodalmas énekek (1982)
- 3. zsoltár : Reggeli imádság : vegyeskarra (Budapest, 1993)
- Tarisznyában a tenger Birtalan Ferenc ; szerk. Dornbach Mária ; ill. Mészáros Márta ; elektronikus szerk. Szabolcsi József (2005)[2]
- Halottak napja, élők napja Birtalan Ferenc ; szerk. Fucskó Miklós ; elektronikus szerk. Szabolcsi József (2005)[3]
- Összevesztem a tulipánnal Birtalan Ferenc ; szerk. Fucskó Miklós ; ill. Horváth Magdolna ; elektronikus szerk. Szabolcsi József (2005)[4]

## Díjak, elismerések
- 1976-ban a Romániai Zeneszerző Szövetség Kórusalkotási-díjjal jutalmazta zeneszerzői tevékenységéért.
- 1997-ben az Erdélyi Magyar Közművelődési Egyesület Rónai Antal-díjjal tüntette ki zenepedagógiai munkásságáért.
- 2008-ban megkapta a szilágysomlyói Báthory István Alapítvány Szilágysági Magyarok díját.
- 2009-ben Reményik Sándor-díjjal tüntette ki a kolozsvári Reményik Sándor Művész-Stúdió Alapítvány a budapesti Deák Téri Evangélikus Gimnáziumban.